# アナンダミド
アナンダミド (anandamide) またはアナンダマイドは、アラキドノイルエタノールアミド (arachidonoylethanolamide, AEA) とも呼ばれる、神経伝達物質あるいは脂質メディエーターの一種で、内因性のカンナビノイド受容体リガンド（内因性カンナビノイド）として最初に発見された物質である。動物体内にあり、特に脳に多い。快感などに関係する脳内麻薬物質の一つとも考えられるが、中枢神経系および末梢で多様な機能を持っている。構造的にはアラキドン酸に由来するエイコサノイドの一種である。またN-アシルエタノールアミンと見ることもできる。
1992年、ヘブライ大学のRaphael Mechoulamの研究室において、チェコの分析化学者Lumír Ondřej Hanušとアメリカの分子薬理学者William Anthony Devaneによって分離・構造決定が行われ、命名された。アナンダミドとは、サンスクリットのアーナンダ（法悦、歓喜の意）とアミドを合わせた造語である。

## カンナビノイド受容体
アナンダミドは中枢神経系のほか、末梢の各種器官・組織でも機能している。これらは神経系においては主にCB1カンナビノイド受容体、末梢（主として免疫系）では主にCB2カンナビノイド受容体を介して行われる。CB1受容体は神経系にあるG蛋白質共役受容体で最も多いものの一つである。
カンナビノイド受容体は初め、大麻に含まれる主要な向精神性カンナビノイドであるΔ9-テトラヒドロカンナビノール (THC) に対して感受性のある受容体として発見された。しかし体内（内因性）にもCB1およびCB2受容体に作用する物質があるに違いないとの予想から研究が進められ、その結果アナンダミドが発見された。
なおその後、構造的にアナンダミドに類似した2-アラキドノイルグリセロールが発見され、少なくともCB1ではアナンダミドよりも主要な役割を担っている場合が多いと考えられるようになった。

## 機能
アナンダミドは、中枢神経系ではワーキングメモリー、睡眠パターン、鎮痛、摂食の調節、動機づけや快感の形成など、心理・行動に対する多彩な役割があると考えられている。子宮での胚の着床にも重要とされる（従ってTHCなどは妊娠初期に悪影響を及ぼす可能性もある）。また免疫抑制作用を示し、白血球などを介して免疫・炎症の調節に関与すると考えられる。さらにアナンダミドは、痛みのシグナル伝達に関係するカプサイシン受容体（バニロイド受容体　TrpV1）の内因性リガンドでもあると考えられている。

## 生合成と分解
体内では、ホスファチジルコリンのsn-2位に存在するアラキドン酸がホスファチジルエタノールアミンのアミノ基に転移されてN-アラキドノイルホスファチジルエタノールアミンが作られ、これからアナンダミドが合成される。脂肪酸アミド加水分解酵素 (FAAH) によってエタノールアミンとアラキドン酸へ分解される。ゆえにFAAH阻害剤によりアナンダミドのレベルが上昇する。これについては医療への応用も研究されている。また、マクロファージに発現するN-アシルエタノールアミン水解酸性アミダーゼ (NAAA) も同様の分解反応を触媒する。
必須脂肪酸の１つであるアラキドン酸は牛肉や豚肉の脂肪に含まれていて、脳内で変化したアナンダミドは、別名「至福物質」とも呼ばれ、幸福感や高揚感をもたらすことが知られており、また、リラックス効果や記憶力増進など、心身にさまざまな良好な効果をもたらす可能性があるともいわれている。

## 研究と生産
不安に免疫があり、恐怖を経験できず、痛みに敏感でないスコットランド人女性のFAAH遺伝子にまれな遺伝子突然変異があり、アナンダミドのレベルが上昇したと報告されている。彼女は痛覚減退のために頻繁にやけどや切り傷を負ったが、平均よりも早く治った。Anandamideの生産者に、中国に拠点を置く製薬会社であるCofttekがある。